# Liste der Baudenkmäler in Ladbergen
Die Liste der Baudenkmäler in Ladbergen enthält die denkmalgeschützten Bauwerke auf dem Gebiet der Gemeinde Ladbergen im Kreis Steinfurt in Nordrhein-Westfalen (Stand: April 2021). Diese Baudenkmäler sind in der Denkmalliste der Gemeinde Ladbergen eingetragen; Grundlage für die Aufnahme ist das Denkmalschutzgesetz Nordrhein-Westfalen (DSchG NRW).

| Bild                       | Bezeichnung                               | Lage                                    | Beschreibung | Bauzeit | Eingetragen seit | Denkmal- nummer |
| -------------------------- | ----------------------------------------- | --------------------------------------- | --- | ------- | ---------------- | --------------- |
| Evangelische Kirche        | Evangelische Kirche                       | Ladbergen Dorfstraße 18 Karte           | |         | 11.03.1982       | 1               |
| „Hotel zur Post“           | „Hotel zur Post“                          | Ladbergen Dorfstraße 11 Karte           | |         | 20.09.1982       | 2               |
| BW                         | Verkündstein an der ehemaligen Verwaltung | Ladbergen Alte Schulstraße 1 Karte      | |         | 22.09.1982       | 3               |
| „Möller’s Hof“             | „Möller’s Hof“                            | Ladbergen Mühlenstraße 2 Karte          | |         | 22.09.1982       | 4               |
| Ehrenmal an der ev. Kirche | Ehrenmal an der ev. Kirche                | Ladbergen Dorfstraße 18 Karte           | |         | 22.09.1982       | 5               |
| „Rolinck’s Alte Mühle“     | „Rolinck’s Alte Mühle“                    | Ladbergen Mühlenstraße 15 und 17 Karte  | |         | 14.01.1983       | 6               |
| BW                         | „Altes Backhaus“                          | Ladbergen Schulenburger Weg 42 Karte    | |         | 11.01.1985       | 7               |
| BW                         | Fachwerkspeicher                          | Ladbergen Westerweg 2 Karte             | |         | 13.08.1985       | 8               |
| BW                         | Fachwerkhaus mit Zweiständergerüst        | Ladbergen Zum Mühlenbach 11 Karte       | |         | 24.09.1985       | 9               |
| weitere Bilder             | Getreidemühle Erpenbeck                   | Ladbergen Erpenbecker Straße Karte      | Die Mühle liegt auf einem Teil der Ländereien des Guts Erpenbeck, das sich in unmittelbarer Nähe der Mühle befindet. Es handelt sich um eine 1840 fertiggestellte Öl-, Boke- und Zichorienmühle, deren Restaurierung 1991 ihren Abschluss fand. |         | 13.02.1986       | 10              |
| BW                         | Grabhügelfeld                             | Ladbergen Overbeck Karte                | |         | 04.03.1986       | 11              |
| BW                         | Fachwerkhaus Tassemeier                   | Ladbergen Kattenvenner Straße 189 Karte | |         | 11.11.1987       | 12              |
| BW                         | Hofanlage „Colon Ferlemann“               | Ladbergen Tecklenburger Straße 76 Karte | |         | 17.11.1987       | 13              |
| BW                         | Fachwerkhaus „Goedecke“                   | Ladbergen Brockwiesen 45 Karte          | |         | 16.06.1992       | 14              |
| BW                         | Hofanlage „Deitmer“                       | Ladbergen Feldweg 28 Karte              | |         | 11.01.1996       | 15              |
| BW                         | Hofanlage „Osterhaus“                     | Ladbergen Erpenbecker Straße 6 Karte    | |         | 10.07.2000       | 16              |
| BW                         | Pfarrkirche                               | Ladbergen Alte Schulstraße Karte        | |         | 18.10.2006       | 17              |
| BW                         | Kotten Erpenbeck                          | Ladbergen Kattenvenner Straße 167 Karte | |         | 09.10.2012       | 18              |